# Profecia
Una profecia és una predicció d'un esdeveniment futur, pronunciada per un profeta clarivident considerat com mediador d'un déu. El mot prové del grec antic ‘προφήτης (prophètes)’ que significa intèrpret d'un oracle, vident.

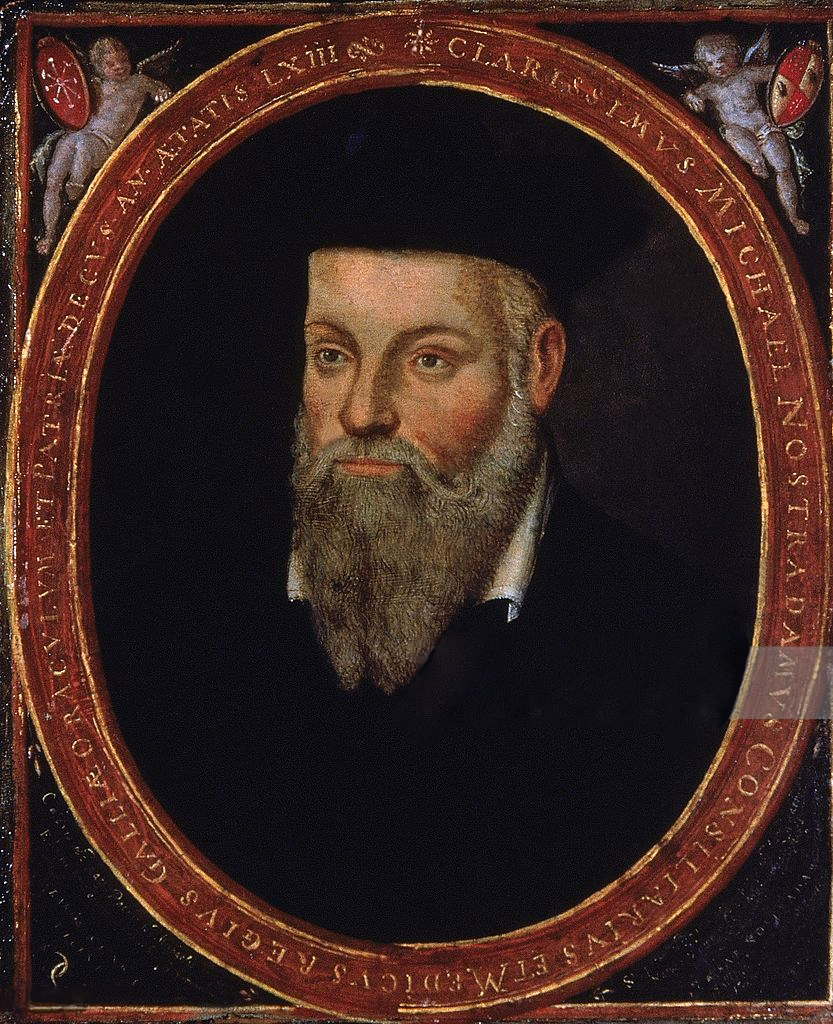
Nostradamus

Hi ha una diferència entre profecia i predicció científica, que és una afirmació que es fa servir per reforçar una teoria d'acord amb un procés lògic, en canvi una profecia o una predicció política, econòmica, religiosa o horoscòpica no està lligada a cap raonament basat en fets. Tot i això, també s'utilitza l'expressió «profecies científiques». El mot, tal com la cosa manté la seva ambigüitat que sempre ha tingut històricament.
A les tragèdies gregues i romanes, les profecies d'oracles tenen un paper important. Moltes tragèdies tenen com a tema els esforços —que a la fi s'adveren vans— dels protagonistes per escapar al determinisme d'una profecia, com per exemple entre molts d'altres, l'Èdip Rei de Sòfocles. Les religions monoteistes (islam, cristianisme, judaisme) donen gran importància a les profecies com a indicador del designi de Déu.

## Profecies clàssiques
Durant l'època clàssica, les profecies de l'oracle de Delfos van ser molt estimades i temudes. Va ser consultat no pas solament per particulars sinó també per ciutats senceres. La sibil·la que proclamava les profecies era coneguda pel seu llenguatge ric en ambigüitats. La profecia més coneguda va ser la que va fer als pares d'Èdip: matarà son pare i es casarà amb sa mare. Quan el mateix oracle va profetar al rei Cres «Si travesses el riu Halis destruiràs un gran imperi», el monarca el va interpretar com un bon auguri i es llançà a la conquesta. L'oracle ho va encertar de ple, però el «gran imperi» aniquilat va resultar ser finalment el seu.

## Profecies messiàniques a la Bíblia
Degut a diversos segles d'opressió estrangera, la literatura jueva va crear nombroses profecies sobre la vinguda del Messies, profeta i cabdill que tindria de llibertar al poble d'Israel de les mans dels estrangers. L'Evangeli segons Mateu recull curosament tot un seguit de profecies de l'Antic Testament sobres la vinguda d'aquest messies, que l'evangelista fa coincidir sobre la persona de Jesús de Natzaret. La profecia més popular entre els cristians moderns ha estat la Profecia de les Setanta Setmanes que segons algun autor com Vittorio Messori va predir amb gran exactitud el naixement de Jesús i la destrucció del Temple de Jerusalem.

## Profecies apocalíptiques
Les profecies apocalíptiques tenen com a tema principal la fi del món o l'Harmagedon. Les més famoses són:
- L'Apocalipsi
- Profecia de Sant Malaquies
- Nostradamus
- Fals profeta

## Crítica
Segons els crítics, no hi ha proves científiques a favor de les profecies, mentre que els seguidors de les religions diuen que les profecies dels seus llibres sagrats s'han complert. Aquesta afirmació segurament és fruit de la creença que s'haurien relatat coses abans que succeïssin. En l'exemple cristià, molts fidels creuen que el Pentateuc fou escrit per Moisès al segle xiii aC o abans, mentre que la majoria dels acadèmics estan d'acord que la part principal fou composta pel rei Josias poc abans de l'exili jueu a Babilònia, que començà l'any 587 aC i per intel·lectuals hebreus deportats. Sovint hi ha confusió del tipus posthoc ergo propter hoc.
Un altre tipus de profetes, com Nostradamus a la seva obra Centúries, suposadament va deixar indicacions de fets futurs que segons els escèptics són tan vagues que podrien referir-se a qualsevol esdeveniment que es pugui fer coincidir amb el fet profetitzat, en la gran tradició d'ambigüitat de l'Oracle de Delfos. El mateix succeeix amb algunes profecies tradicionals de les grans religions monoteistes, com la «Profecia de Sant Malaquies».
Un altre tipus de prediccions com la teoria d'Alexandre Deulofeu coneguda amb el nom de la matemàtica de la història sí que ha estat capaç de predir amb certa precisió quan es produirien esdeveniments històrics prou concrets com la caiguda de l'URSS, tot i que la teoria no conté cap fórmula matemàtica ni té res a veure estrictament amb aquesta ciència exacta de la matemàtica, sinó que tan sols el marge d'error entre la data prevista per als esdeveniments i la seva realització té, almenys segons que sembla, una precisió i regularitat tan significatives que s'ha qualificat de “precisió matemàtica” tot i aquesta manca de fórmules matemàtiques. Aquesta teoria, però, sí que descriu, mitjançant gràfics que contenten períodes cronològics plens de regularitats cícliques, i fonamenta la seva visió de l'evolució social i cultural dels pobles o civilitzacions. Arriba a aquesta conclusió a partir dels documents que han escrit historiadors sobre diferents civilitzacions humanes i hi detecta els patrons i regularitats més o menys «matemàtiques» que exposa.